# 큐슈여객철도 305계 전동차
큐슈여객철도 305계 전동차(일본어: JR九州305系電車)는 2015년에 등장한 큐슈여객철도(JR큐슈)의 직류 통근형 전동차이다.

## 개요
지쿠히선·가라쓰선 및 후쿠오카시 지하철 공항선의 상호직통운전에는 오랫동안 번대가 사용되었지만 노후화로 인한 고장이 빈번하기 때문에 대체를 위해 개발됐습니다. 2014년 7월 31일에 개요가 발표되었습니다, 2015년 2월 5일에 영업 운전을 시작하였습니다.
컨셉은 '사람 친화적이고 친환경 스마트 트레인'이며. 디자인은 미토오카 에이지가 담당하였으며. 제조는 히타치 제작소가 담당했다.
본 계열의 투입에 의해 후쿠오카시 지하철에서 사용되는 모든 차량이 원맨 운전 대응·ATO 탑재가 되었다.

## 차량 개설

### 차체
틀:Vertical images list
한쪽 양쪽 열림 4문의 20m 차체로,알루미늄 합금의 압출 형재를 이용한더블 스킨 구조를 채용하고 있어 차체 외판은 차체 외판의 오염이나 바다풍으로부터의 염해 방지를 도모해 흰색(N9.5)으로 도장 마무리하고 있다. 홈의 단차 해소를 위해서, 레일로부터 바닥면의 높이를 1125 mm로 하고 있지만, 바닥을 이용하고 있는 1호차만 1141 mm가 되고 있다. 또한, 차체의 양단의 연결면 및 아내 구조는 오프셋 충돌 구조이며, 충돌 안전성을 고려한다. 운전실은, 종래의 후쿠오카시 교통국의 차량이나 303계에서는 차량 중심으로부터 정면에서 보고 왼쪽으로 오프셋(offset)한 배치가 되어 있었다, 또한 전면부에는 비상 관통문을, 좌측 사이드에 완전하게 대는 것 에 의해 운전사의 시야의 범위 확대를 도모하고 있다.
전면과 측면 상부의 목적지 표시기는 303계처럼 풀 컬러 LED를 채용하고 있으며, 측면창은 UV컷 유리의 고정창으로 되어 있다.
차체 형상에는 기성의 것을 유용해, 제조 비용의 저감을 도모하고 있다. 차체색은 817계 2000·3000번대와 마찬가지로 흰색 한색으로 전면이 검은색이다.
817계 등과 같은 「CT」로고가 붙여져 있고, 흑자에 흰 빼고 「CT」 「Commuter Train 305」라고 그려져 있다.

### 차내
틀:Vertical images list
실내는 흰색을 기조로 한 인테리어이며. 좌석은 롱 시트이다. 등받이는 프라이우드제로, 일부 좌석에는 헤드레스트가 붙는. 좌면은 S 스프링 구조로 하는 것으로 착용감을 배려했다. 같은 차량에서도 좌석에 따라 무늬가 다르고, 모두 11종류의 무늬가 있다. 또한 차량 내 안전성 향상을 위해 폴리카보네이트제의 대형 소매 구획을 배치하고 있다.
바닥은 쿠하 305형의 객실만 '쁘띠 관광 기분'을 맛볼 수 있도록 '나나츠스타 in 규슈'에서도 사용되고 있는 남미산 쿠르파우재의 바닥재를 채용했다. 다른 차량은 QR 코드를 본뜬 무늬의 바닥으로 하고 있다.
축제가죽은 나일론제이며, 출입구 부분은 817계나 813계 증비차와 같이 원형으로 배치하고 있다. 차내 조명은 LED 조명로 되어 있으며, 유리면에는 타원형 디자인이 새겨져 있다. 각 차량의 비상통보장치는 4곳에 증설되어 있다.
우선석과 휠체어·유모차 공간은 각 차량에 설치되어 있으며, 목제 테이블과 일부 차량에 보조자용 발판이 설치되어 있다. 화장실은 쿠하 305형의 후위측에 설치되어 있다.
303계와 마찬가지로 자동방송장치를 갖추고 있어 지하철 구간과 자사 구간 내의 '스마트 도어' 사용 시 안내방송에 사용되고 있.. 2021년 3월 13일의 다이어 개정으로부터 치쿠히선 구간에서도 차내 자동 방송이 행해지고 있지만, 자동 방송 장치가 아니고 운전사가 소지하는 iPad의 운전사 지원 앱의 기능(ReadSpeaker의 합성음성)가 실시한.
JR큐슈가 제조한 전철로는 처음으로 푸시버튼식 개폐문(스마트도어)가 채용되어 불필요한 문 개방을 억제하여 냉난방 효과를 개선하고 있다.. 푸시 버튼 개폐 대상 구간은 쓰쿠히 선 미사키가오카 역 - 니시 가라 쓰 역 사이에서 오랫동안 정차하는 경우에만 시모야마몬 역 - 치쿠 마에 마에하라 역 사이에서도 사용할 수있다. 문 차 안쪽의 창하에는 「쿠로짱」이 그려져 있다.
도폐장치(도어엔진)는 모듈화된 나브테스코사제의 랙&피니언 기구의 「Rack☆Star」형 전기식 도폐장치를 채용하고 있어, 수지제 기어, 브러시리스 모터등의 채용으로 유지보수 유지를 실현하고 있다. 또한 모터의 전류와 도어 개폐 속도를 감시해 그 값이 변화하는 것으로 문 사이를 검지하는 문 사이 감지 기능도 탑재하고 있어, 검출하면 도어가 일단 정지해, 모터의 회전을 반전시켜, 문 한쪽 문이 100mm 열린 후 모터에 브레이크를 걸고 그 후 문을 닫는 기구가 되고 있다. 차량에 탑재된 ATI 장치와의 시리얼 전송에 의해 각 도어의 제어 유닛의 도어 1장의 제어 상태를 감시·기록이 가능하게 되어 있어, 각 도어의 고장 정보를 모니터링하는 것이 가능 할 수 있..
승무원에 의한 문의 개폐는, 원맨 운전시는 운전대의 도어 스위치로 실시하지만, 당초부터 있는 지하철용과, 이후의 개조에 의한 JR용의 스위치가 따로 설치되어 있다. 차장 승무시는 차장 스위치로 실시한다.

#### 차내 안내 표시기
문 위에 JR큐슈의 차량에서는 처음으로 정차역 등 안내용 대형 액정 디스플레이를 설치하고 있어, 한국어 ·영어·중국어·한국어로 표시되.. 화면 상단의 1/3은 가변부로 되어 있고, 열차의 종류·행선지나 경유·다음역·역 넘버링·호차를 표시할 수 있게 되어 있., 지하철 구간만 소요시간, 역 심볼마크가 표시된다. 시발역에서의 안내 화면은, 지하철 구간에서는 후쿠오카시 교통국의 마스코트 캐릭터 「치카마루」, 쓰쿠비선・가라쓰선 구간에서는, 특급 「규슈 횡단 특급 #아소보이! !」의 캐릭터 「쿠로짱」이 사용된다. 또, 매너 안내나 정지화면 광고 등의 정지화면 콘텐츠를 지상측에 있는 정지화면 콘텐츠·스케줄에 등록하는 것으로, 표시하는 역간·기간·시간대를 편집 설정할 수 있게 되어 있.. 2018년 7월부터 일부 편성의 대형 액정 디스플레이가 종래의 1화면으로부터 「트레인 채널 후쿠오카」용으로 2화면에 증설되어 광고 동영상이나 일기 예보, 문자 뉴스를 방영할 수 있게 되었지만, 2020년 11 달보다 본격적으로 전편성으로 가동하게 됐다.

### 장비류
제어 장치에는 VVVF 인버터 장치에 의해 삼상 교류로 변환하여 교류 전동기를 제어하는 도시바제 VVVF 인버터 제어를 채용하고 있어 주전동기가 후술하는 PMSM을 채용하고 있기 때문에, 모터의 회전자의 회전에 동기한 제어가 필요하고, 인버터 1기로 1기의 주전동기를 제어하는 개별 제어의 1C1M 제어로 한, PMSM 주회로 시스템을 채용하고 있다. 이것은 JR그룹의 양산 차량으로서는 최초의 채용이다. PMSM 주회로 시스템의 채용에 의해 개별 제어(1C1M)가 되지만, 4대의 인버터 회로를 1대의 냉각 핀(파워 유닛)에 집약한 4 in 1형 인버터 장치를 채용해, VVVF 인버터 장치 전체의 대폭적인 소형경량화 실현 주회로 시스템 개발' 논문 번호 501.</ref>.
주전동기에는 도시바제의 밀폐식 영구자석 동기전동기(PMSM)를 채용하고 있으며, 최근의 희토류, 특히 디스프로슘의 가격 상승을 받아 , 네오디뮴 자석 대신 디스프로슘을 사용하지 않는 사마륨 코발트 자석(사마코바 자석)을 사용하고 있으며 유도 전동기(IM)에 비해 주전동기 의 손실을 절반 이하로 줄일 수 있음과 함께, 5 - 6 %의 효율성 향상을 목표로 하는. 이로 인해 소음을 억제하고, 회생·역행에서의 소비 전력을 103계 1500번대의 약 57%, 303계의 약 85%로 억제하고 있다( 양당 소비전력에서는 415계열의 약 51%(이론치)인). 덧붙여 사마코바 자석을 철도 차량에의 적용은 처음이다.
모하 305형에는 VVVF 인버터 제어 장치·브레이크용 브레이크 저항기., 모하 304형에는 싱글 암식 팬터그래프·보조 전원 장치로서 전기]]제정지형 인버터 (SIV·정격 출력 150kVA)·스크롤 방식의 전동 공기 압축기를 바닥 아래에 탑재하고 있다.  모니터 장치에는 히타치 제작소가 개발한 ATI 장치 채용한. 차량 간 전송 속도는 2.5Mbps를 가지며, 제어 기능, 승무원 지원 기능, 유지수원 지원 기능, 운전 상황 기록 기능, 유지 보수 기능을 가지고.
브레이크 장치에는 회생 · 발전 브레이크 병용 전기 지령식 공기 브레이크를 채용하고 있으며, 회생 브레이크 작동시에 회생 무효화에 대비하여 브레이크초퍼 장치·브레이크 초퍼 리액터·브레이크 저항기에 의해 구성된 브레이크 초퍼 시스템을 탑재하고 있다. 이것은, 치쿠비선의 치쿠마에 마에하라 이사이의 단선 구간에서의 열차의 운전 밀도가 낮은(열차 개수가 적은)에 의한 경부하가 이유이며, 회생 실효가 일어났을 때에는, 가선 전압의 급상승을 검지 그리고 브레이크 초퍼 장치에 의한 발전 브레이크로 전환함으로써 전기 브레이크의 계속을 도모할 수 있다.
대차는 가와사키 중공업제의 경량 볼스타레스 대차를 채용해, 동력 대차가 DT408K형, 부수 대차가 TR408K형으로 되어 있다. 샤프트 박스 지지 장치는, 종래의 JR 규슈 재래선 차량이 채용해 온 원추 적층 고무 방식이 아니라, 축 벌리식을 채용하고 있다. 이는 원추 적층 고무 방식에 비해 부품 점수가 적고 유지보수 시 부품 교환 비용을 절감할 수 있고, 또한 축 스프링에 코일 스프링을 사용하고 있기 때문에 치수 관리가 용이하다는 장점이 있다 .
기초 브레이크 장치에는 유닛 브레이크를 채용하고 있지만, 제륜자의 고정부를 헹구고 타입으로부터 L형 코터에 의한 원터치식이 되어, 제륜자의 교환 작업의 용이화를 실현해 있.. 또, 바퀴에는 방음 바퀴를 채용하고 있어, 주행시의 삐걱 거리는 소리의 저감을 도모하고 있다
보안 장치로서 쓰쿠비선·가라쓰선 내를 주행하기 위한 ATS-SK와 후쿠오카시 지하철선을 주행하기 위한 ATC를 탑재한다. ATO와 자동 방송 장치를 탑재하고, 지하철선 내에서는 ATO에 의한 자동 운전으로의 원맨 운전을 실시한다. 치쿠히선내에서는 당초는 전 구간에서 차장이 승무하고 있었지만, 2021년 3월의 다이아 개정으로부터 마키하마역-쓰쿠마에마에하라역간(기설치의 메이하마역과구대학연도시역을 포함한다)에서의 홈 도어 운용 개시와 함께, 같은 구간에서도 수동 원맨 운전을 실시하게 되었다.
지하철공항선의 ATO는 기존 지상측에서 유도무선을 통해 .을 차량의 ATO 장치에 전송하는 구조였지만, 본 계열에서는 지상측에 설치된 트랜스폰더 지상자로부터 차량측의 ATO 차상자로 열차 정보 데이터를 전송하는 트랜스폰더 방식으로 순차적으로 이행하는 것으로 되어 있으며, 305계에서는 트랜스폰더 방식으로 되어 있다. 이 때문에, 303계로 탑재되고 있던 열차 번호 차상자와 설정기는 본 형식에서는 생략되고 있어 각 도어의 제어 유닛 장치도 ATO 장치와 일체화되고 있다.. JR 규슈 타선구에서 도입이 진행되는 ATS-DK형은 「설치 대상외」로 되어, 장비하고 있지 않은.

## 조직
편성 기호는 「W」로, 각 편성은 W+편성 각 차의 차량 번호 말미 1자리수로 번호가 매겨져 있다. JR 규슈에 재적하는 차량으로서는 처음으로 편성 번호에 W가 부여..
범례 :
- Tc…제어차, M…전동차, Mp…전동차(팬터그래프 부착), VVVF…제어장치, SIV… 보조전원장치, CP…전동공기압축기, ATC…자동열차제어장치, ATO…자동열차운전장치

| colspan="6" style="border-bottom:solid 3px #000000;" ]]}} |           |            |            |              |                      |          |
| 호차                                                      | 1         | 2          | 3          | 4            | 5                    | 6        |
| 형식                                                      | 쿠하 305  | 모하 305-0 | 모하 304-0 | 모하 305-100 | 모하 304< small>-100 | 쿠하 304 |
| 구분                                                      | Tc        | M          | Mp         | M1           | M1p                  | T'c      |
| W1                                                        | 1         | 1          | 1          | 101          | 101                  | 1        |
| W2                                                        | 2         | 2          | 2          | 102          | 102                  | 2        |
| W3                                                        | 3         | 3          | 3          | 103          | 103                  | 3        |
| W4                                                        | 4         | 4          | 4          | 104          | 104                  | 4        |
| W5                                                        | 5         | 5          | 5          | 105          | 105                  | 5        |
| W6                                                        | 6         | 6          | 6          | 106          | 106                  | 6        |
| 탑재 기기                                                 | ATC/ATO   | VVVF       | SIV,CP     | VVVF         | SIV,CP               | ATC      |
| 비고                                                      | 변소 포함 |            |            | 약한 냉방차  |                      |          |
| 자중                                                      | 29.5 t    | 33.0 t     | 30.8 t     | 33.0 t       | 30.7 t               | 27.3 t   |
| 정원                                                      | 128       | 147        | 147        | 147          | 147                  | 135      |

## 운영

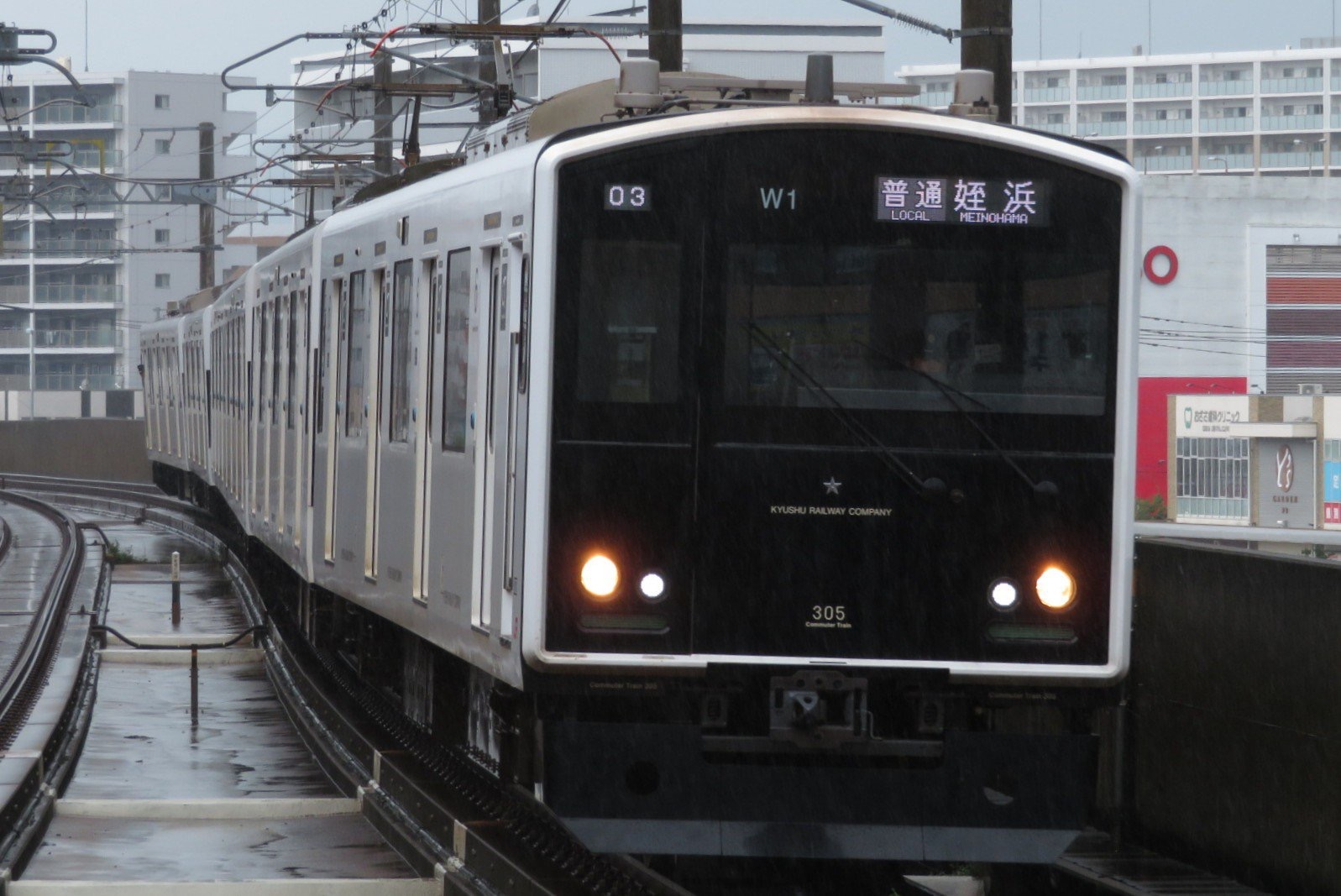
메이노하마행 305계 전동차
(2019년 7월 21일 촬영)

2014년 11월 23일에 W1편성이 히타치 제작소 가사토 사업소에서 갑종 수송되어, 영업 운전에 앞서 2015년 1월 31일에는 일반용 시승회가 열린. 같은 해 2월 5일에 영업 운전을 개시해, 2월부터 3월에 걸쳐 6량 고정 편성이 6편성 36량 투입되어, 103계 지하철 출입을 대체했습니다.. 같은 해 3월 14일의 다이어 개정 이후는, 303계와 아울러 총 9편성에서의 공통 운용이 되고 있다.
원칙적으로 지쿠히선과 지하철 공항선 사이의 직통열차에 사용되며 지하철선 내에서만 운용되지 않는다. 다만 다이어가 흐트러졌을 때에는 지하철선 내에서만 운용되는 경우도 있다.
차량의 전반적인 검사는 후쿠오카시 교통국의 메이노하마 차량 기지에서 실시된다(고쿠라 종합 차량 센터로부터의 위탁).

## 조직
편성 기호는 「W」로, 각 편성은 W+편성 각 차의 차량 번호 말미 1자리수로 번호가 매겨져 있다. JR 규슈에 재적하는 차량으로서는 처음으로 편성 번호에 W가 부여..
범례 :
- Tc…제어차, M…전동차, Mp…전동차(팬터그래프 부착), VVVF…제어장치, SIV… 보조전원장치, CP…전동공기압축기, ATC…자동열차제어장치, ATO…자동열차운전장치

| colspan="6" style="border-bottom:solid 3px #000000;" ]]}} |           |            |            |              |                      |          |
| 호차                                                      | 1         | 2          | 3          | 4            | 5                    | 6        |
| 형식                                                      | 쿠하 305  | 모하 305-0 | 모하 304-0 | 모하 305-100 | 모하 304< small>-100 | 쿠하 304 |
| 구분                                                      | Tc        | M          | Mp         | M1           | M1p                  | T'c      |
| W1                                                        | 1         | 1          | 1          | 101          | 101                  | 1        |
| W2                                                        | 2         | 2          | 2          | 102          | 102                  | 2        |
| W3                                                        | 3         | 3          | 3          | 103          | 103                  | 3        |
| W4                                                        | 4         | 4          | 4          | 104          | 104                  | 4        |
| W5                                                        | 5         | 5          | 5          | 105          | 105                  | 5        |
| W6                                                        | 6         | 6          | 6          | 106          | 106                  | 6        |
| 탑재 기기                                                 | ATC/ATO   | VVVF       | SIV,CP     | VVVF         | SIV,CP               | ATC      |
| 비고                                                      | 변소 포함 |            |            | 약한 냉방차  |                      |          |
| 자중                                                      | 29.5 t    | 33.0 t     | 30.8 t     | 33.0 t       | 30.7 t               | 27.3 t   |
| 정원                                                      | 128       | 147        | 147        | 147          | 147                  | 135      |

## 같이 보기
- 큐슈여객철도 303계 전동차
- 후쿠오카 시 교통국 1000계 전동차
- 후쿠오카 시 교통국 2000계 전동차

### 내용주
1. ↑  푸시버튼식 반자동문은 국철 말기에 설계 되었다키하 31형에도 탑재되고 있지만 반자동으로서의 운용 실적은 없다.
2. ↑  영구자석 동기 전동기는 유도 전동기에서 사용되고 있는 회전자에 단락환과 도체봉으로 구성된 구리제 바구니형 회전자를 사용 하지 않고, 영구 자석을 사용하기 때문에, 바구니형 회전자에 흐르는 2차 전류가 흐르지 않아, 손실인 2차 동손이 발생하지 않는다.